# Xanthostachya aspera
Xanthostachya aspera là một loài thực vật có hoa trong họ Ô rô. Loài này được (Decne.) Bremek. miêu tả khoa học đầu tiên năm 1944.